# Legierungstransistor
Der Begriff Legierungstransistor bezeichnet eine Herstellungsform eines Flächentransistors, einer speziellen Form des Bipolartransistors. Er wurde 1952 von General Electric als Verbesserung des gezogenen Transistors (engl. grown junction transistor) entwickelt.

## Herstellung

Schema eines pnp-Legierungstransistors aus Germanium

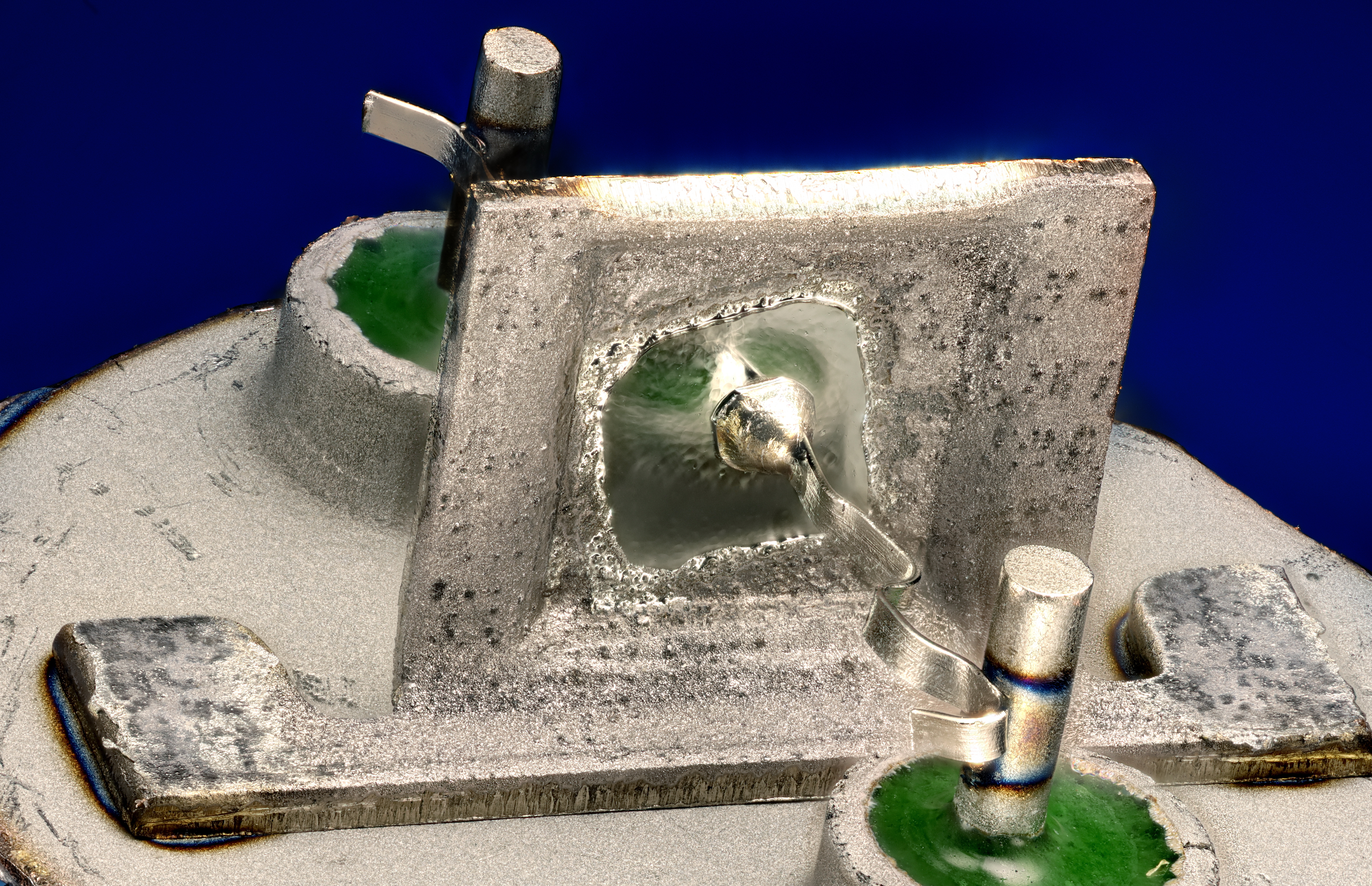
Der Legierungstransistor General Electric 2N1307, 1960er Jahre

Die Herstellung eines pnp-Legierungstransistors erfolgt in drei Schritten. Im ersten Schritt wird je eine Pille (kleine Kugel) aus dreiwertigem Metall auf eine Seite eines n-dotiertes Halbleiterplättchens (das Substrat, in der Regel Germanium) aufgebracht. Im zweiten Schritt wird das Substrat mit den aufgebrachten Emitter- und Kollektorpillen einer Temperatur oberhalb der Schmelztemperatur des Metalls, aber unterhalb der des Halbleiters ausgesetzt. Dabei bildet sich an der Grenzfläche zwischen Substrat und Metall eine Legierung. Die Größe dieser Legierungsschicht nimmt dabei mit der Prozesszeit zu und die der dazwischen liegenden Transistor-Basis mit der Zeit ab. Der Temperaturprozess wird beendet, wenn Basis dünn genug ist, das heißt, der Transistor die gewünschten elektrischen Kenndaten aufweist. Im letzten Fertigungsschritt wird der Basis-Kontakt hergestellt.
Angewandt wurde diese Technik vor allem bei der Herstellung von diskreten Germaniumtransistoren. Dabei wurde unter anderem Indium als Legierungsmaterial genutzt. Des Weiteren wurden Legierungstransistoren aus dem damals weniger üblichen Halbleitermaterial Silizium und Aluminium als Pillenmaterial hergestellt. Durch die stark unterschiedlichen Ausdehnungskoeffizienten war die Herstellung komplizierter.
Das Legierungsprinzip kann auch genutzt werden, um npn-Transistoren zu fertigen. Als Dotierungsmaterial kommen hierbei fünfwertige Materialien wie Arsen oder Antimon zum Einsatz, die in ein „neutrales“ Pillenmaterial wie Blei eingebracht werden. Die Dotierung mit einem fünfwertigen Material bewirkt bei den vierwertigen Halbleitern Germanium und Silizium die Bildung von n-dotieren Bereichen in einem ursprünglich p-dotierten Halbleitersubstrat.

## Ähnliche Transistortypen
Weiterentwicklungen des Legierungstransistors sind der Oberflächensperrschichttransistor, z. B. der Mikrolegierungsdiffusionstransistor (engl. micro-alloy diffused transistor, MADT), und der Diffusionstransistor, z. B. der PAD-Transistor (engl. post-alloy diffused transistor, PADT).
Das Herstellungsprinzip der Legierungstransistoren kann auch bei Halbleitersubstraten mit gradient verlaufender Dotierungskonzentration genutzt werden. Die so hergestellten Transistoren werden als Drifttransistoren bezeichnet.
Mit der Einführung des Planartransistors, bei dem Diffusions- oder Implantationsverfahren zur Herstellung der Emitter- und Kollektorgebiete genutzt werden, verschwanden die Legierungstransistoren Anfang der 1960er-Jahre relativ schnell. Gründe hierfür waren vor allem die Möglichkeit der Massenproduktion, das heißt mehrere Transistoren auf einem Substrat, was zur Entwicklung von integrierten Schaltkreisen (ICs) führte, den damit verbundenen geringeren Fertigungskosten und der raschen Verbesserung der elektrischen Eigenschaften.